# Oxyxtomina unguicaudata
Oxyxtomina unguicaudata är en rundmaskart. Oxyxtomina unguicaudata ingår i släktet Oxystomina, och familjen Oxystominidae. Arten är reproducerande i Sverige.